# پوپی مجری
پوپی مجری (به انگلیسی: Popee the Performer) یک انیمهٔ سریالی سه‌بعدی سی‌جی‌آی می‌باشد که توسط ریوجی ماسودا خلق شده است. پوپی مجری بین سال‌های ۲۰۰۰ تا ۲۰۰۳ پخش می‌شد.